# Керси, Джон
Джон Ке́рси (англ. John Kersey, 1616—1677) — английский математик. За рубежом иногда именуется Джон Керси-старший (John Kersey the elder), чтобы отличить его от сына, тоже Джона, известного филолога. В старых документах встречается написание его фамилии как Carsaye. Его двухтомный трактат «Алгебра» стал важным этапом в развитии этой науки.

## Биография и научная деятельность
Из биографии Керси известны очень скудные сведения. Родился в 1616 году. Жил в Лондоне, где работал учителем и заслужил репутацию прекрасного преподавателя. Знакомый Керси, известный математик Джон Коллинз, уговорил Керси издать его труд по алгебре. Так увидел свет главный научный труд Керси: двухтомная монография «Начала математического искусства, обычно именуемые алгеброй» (The Elements of Mathematical Art, commonly called Algebra, 1673—1674), Книга заслужила высокую оценку Валлиса, была несколько раз переиздана и оказала влияние на развитие алгебры. В последнее её издание были в качестве приложения помещены «Геометрические лекции» Эдмунда Галлея.
Керси принимал участие в подготовке и редактировании издания трактата «Арифметика» своего друга Эдмунда Уингейта (1650 год и далее, было несколько переизданий). Он внёс вклад в развитие математической символики — одним из первых в Англии поддержал в своей книге систему обозначений Декарта, предложил общепринятый символ параллельности,